# Казачье (Раздольненский район)
Каза́чье (до 1948 года Кирги́з-Каза́к; укр. Козаче, крымскотат. Qırğız Qazaq, Къыргъыз Къазакъ) — исчезнувшее село в Раздольненском районе Республики Крым, располагавшееся на западе района, в степной части Крыма, южнее автодороги 35К-012 Черноморское — Воинка, у границы с Черноморским районом, примерно в 3,5 километрах юго-западнее современного села Котовское.

### Динамика численности населения
| - 1806 год — 73 чел. - 1864 год — 33 чел. - 1889 год — 148 чел. - 1892 год — 44 чел. | - 1900 год — 209 чел. - 1915 год — 139/160 чел. - 1926 год — 397 чел. - 1939 год — 238 чел. |

## История
Первое документальное упоминание села встречается в Камеральном Описании Крыма… 1784 года, судя по которому, в последний период Крымского ханства деревни Киргис и Казак входили в Мангытский кадылык Козловскаго каймаканства. После присоединения Крыма к России (8) 19 апреля 1783 года, (8) 19 февраля 1784 года, именным указом Екатерины II сенату, на территории бывшего Крымского ханства была образована Таврическая область и деревня была приписана к Евпаторийскому уезду. После павловских реформ, с 1796 по 1802 год входила в Акмечетский уезд Новороссийской губернии. По новому административному делению, после создания 8 (20) октября 1802 года Таврической губернии, Киргиз (в документах первой половины XIX века упоминается только он) был включён в состав Яшпетской волости Евпаторийского уезда.
По Ведомости о волостях и селениях, в Евпаторийском уезде с показанием числа дворов и душ… от 19 апреля 1806 года, в деревне Киргиз числилось 17 дворов и 73 жителя крымских татар. На военно-топографической карте генерал-майора Мухина 1817 года деревня Киреиз обозначена с 15 дворами. После реформы волостного деления 1829 года Киргиз, согласно «Ведомости о казённых волостях Таврической губернии 1829 года», остался в составе Яшпетской волости. На карте 1836 года в деревне 11 дворов. Затем, видимо, в результате эмиграции крымских татар, деревня заметно опустела и на карте 1842 года деревня Кыргыз-Козак обозначена условным знаком «малая деревня» (это означает, что в ней насчитывалось менее 5 дворов).
В 1860-х годах, после земской реформы Александра II, деревню приписали к Курман-Аджинской волости. В «Списке населённых мест Таврической губернии по сведениям 1864 года», составленном по результатам VIII ревизии 1864 года, Киргиз — владельческая татарская деревня, с 10 дворами и 33 жителями и мечетью при колодцах (на трёхверстовой карте 1865—1876 года в деревне Киргиз-Казак — также 10 дворов). В «Памятной книге Таврической губернии 1889 года», включившей результаты Х ревизии 1887 года, в деревне Киркиз-Козак числился уже 31 двор и 148 жителей. Согласно «…Памятной книжке Таврической губернии на 1892 год», в деревне Киргиз, входившей в Отузский участок, было 44 жителя в 8 домохозяйствах.
Земская реформа 1890-х годов в Евпаторийском уезде прошла после 1892 года; в результате Киргиз-Козак приписали к Агайской волости. По «…Памятной книжке Таврической губернии на 1900 год», в деревне числилось 209 жителей в 32 дворах. На 1914 год в селении действовала земская школа. По Статистическому справочнику Таврической губернии. Ч.II-я. Статистический очерк, выпуск пятый Евпаторийский уезд, 1915 год, в деревне Киргиз-Козак Агайской волости Евпаторийского уезда числилось 50 дворов со смешанным населением в количестве 139 человек приписных жителей и 160 — «посторонних», из которых 151 мужчина и 148 женщин. Жители землёй не владели, в хозяйствах имелось 240 лошадей, 50 волов, 94 коровы и 1300 голов мелкого скота.
После установления в Крыму Советской власти, по постановлению Крымревкома от 8 января 1921 года № 206 «Об изменении административных границ» была упразднена волостная система, и село вошло в состав Бакальского района Евпаторийского уезда, а в 1922 году уезды получили название округов. 11 октября 1923 года, согласно постановлению ВЦИК, в административное деление Крымской АССР были внесены изменения; в результате округа были отменены, Бакальский район упразднён, а село вошло в состав Евпаторийского района. Согласно Списку населённых пунктов Крымской АССР по Всесоюзной переписи 17 декабря 1926 года, в селе Киргиз-Казак, центре упразднённого к 1940 году Киргиз-Казацкого сельсовета Евпаторийского района, числилось 74 двора, все крестьянские, население составляло 387 человек, из них 151 украинец, 124 татарина, 89 русских, 17 белорусов, 5 греков, 1 чех, действовали татарская и русская школы. После создания постановлением ВЦИК РСФСР от 30 октября 1930 года Фрайдорфского еврейского национального района (переименованного указом Президиума Верховного Совета РСФСР № 621/6 от 14 декабря 1944 года в Новосёловский) (по другим данным 15 сентября 1931 года) село включили в состав Ак-Мечетского района, а после создания в 1935 году Ак-Шеихского района (переименованного в 1944 году в Раздольненский) включили в состав этого нового района. По данным всесоюзной переписи населения 1939 года в селе проживало 238 человек.
В 1944 году, после освобождения Крыма от фашистов, согласно Постановлению ГКО № 5859 от 11 мая 1944 года, 18 мая крымские татары были депортированы в Среднюю Азию. С 25 июня 1946 года Киргиз-Казак в составе Крымской области РСФСР. Указом Президиума Верховного Совета РСФСР от 18 мая 1948 года Киргиз-Казак переименовали в Казачье. 26 апреля 1954 года Крымская область была передана из состава РСФСР в состав УССР. Ликвидировано в период с 1960 года, когда посёлок ещё числился в составе Славновского сельсовета, по 1968 год (согласно справочнику «Крымская область. Административно-территориальное деление на 1 января 1968 года» — с 1954 по 1968 годы).